# Míssil antiradiació

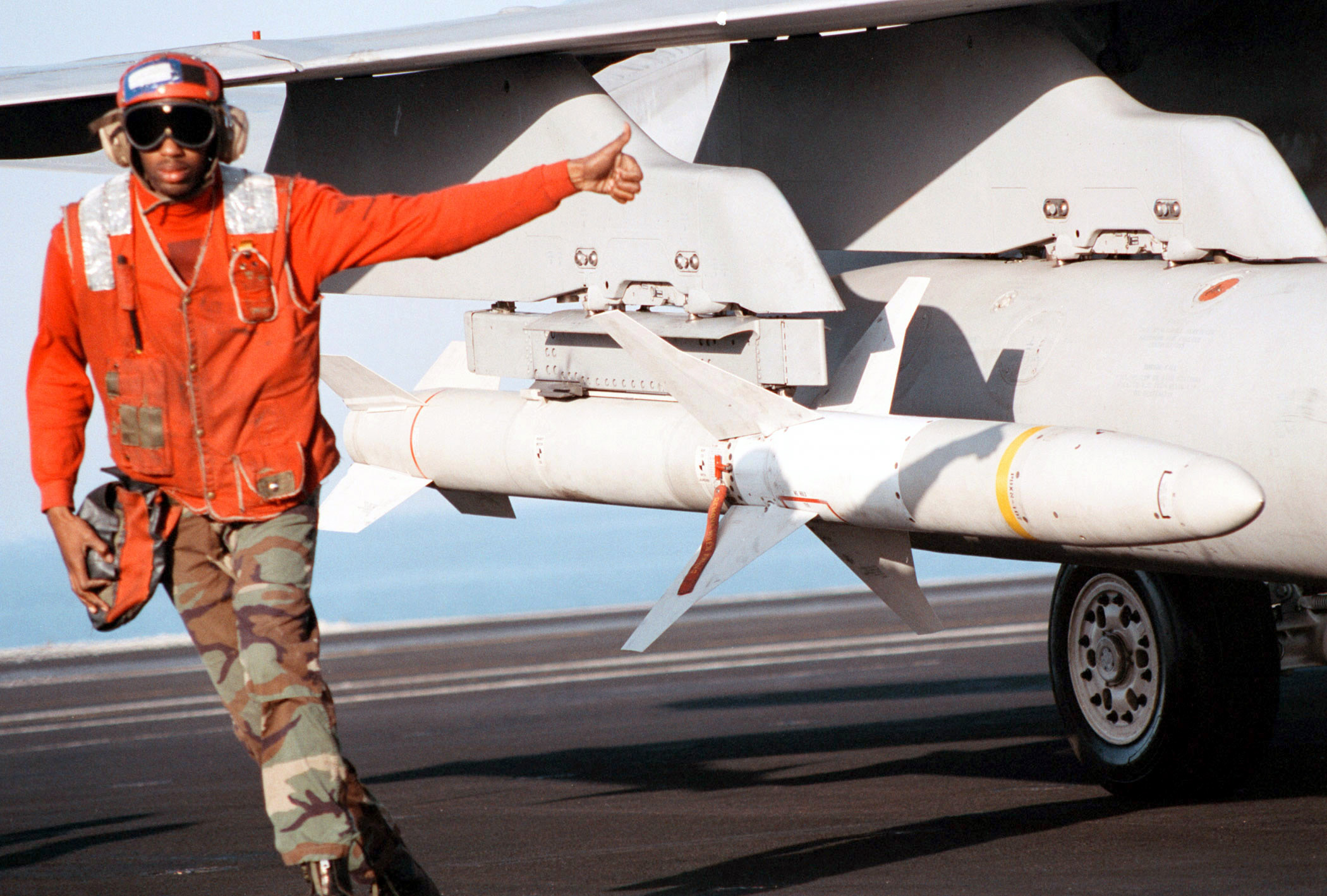
Un AGM-88 Harm en un F/A-18C Hornet de l'Armada dels Estats Units.

Un  míssil antiradiació  o  antirradar , també conegut per les sigles  ARM  (en anglès Anti-Radiation Missile o Anti-Radar Missile), és un míssil que està dissenyat per detectar i dirigir cap a una font d'emissió de ràdio enemiga. Normalment estan dissenyats per usar-se contra un radar enemic, encara que d'aquesta manera també es poden atacar transmissors interferidores i fins i tot ràdios usades per a comunicacions.